# Пятибратов, Дмитрий Анатольевич
Дми́трий Анато́льевич Пятибра́тов (род. 24 мая 1976, Белая Калитва, СССР) — российский футбольный тренер, ранее выступавший как футболист на позиции защитника.

## Карьера

### Клубная
Воспитанник футбольной школы города Белая Калитва. В Высшем дивизионе выступал за команды «Алания» и «Амкар». Сезон 2008 начинал в павлодарском «Иртыше», но ещё в первом круге получил тяжёлую травму и был вынужден вернуться в Россию. Сезон 2009 провёл в составе клуба «Жемчужина-Сочи».

### Тренерская
В 2010 году был помощником главного тренера в «Жемчужине». С 2010 по 2011 был ассистентом главного тренера в клубе «Динамо» (Минск). В сезоне 2013/14 был назначен главным тренером клуба «Сочи». С февраля 2017 по июнь 2018 года являлся помощником главного тренера литовского футбольного клуба «Тракай». С июня 2019 года — старший тренер «Мордовии». После того как в октябре 2019 года должность главного тренера «Мордовии» покинул Марат Мустафин, являлся помощником назначенного на концовку осенней части сезона-2019/20 исполняющего обязанности главного тренера команды Руслана Мухаметшина. Исполнял функции главного тренера «Мордовии» на первом домашнем сборе команды в 2020 году.
В октябре 2020 перешёл в воронежский «Факел», заняв должность ассистента главного тренера. В сентябре 2022 в связи с уходом Олега Василенко исполнял обязанности главного тренера. 18 сентября был утверждён главным тренером, тем самым впервые в своей карьере возглавил клуб РПЛ. 11 января 2023 года Пятибратов получил диплом категории «Pro-УЕФА», завершив обучение в академии Российского футбольного союза. 30 апреля 2023 года покинул клуб.
15 декабря 2023 года возглавил песчанокопскую «Чайку» из Второй лиги, подписав контракт на 2,5 года. По итогам сезона 2023/24 вывел команду в Первую лигу. 13 августа 2024 года расторг контракт с «Чайкой».
13 августа 2024 года вернулся в «Факел». 30 марта 2025 года подал в отставку с поста главного тренера «Факела» по собственному желанию.

## Статистика в качестве главного тренера
| Команда      | Начало работы    | Окончание работы | Результаты | Результаты | Результаты | Результаты | Результаты | Результаты | Результаты | Результаты |
| Команда      | Начало работы    | Окончание работы | И          | В          | Н          | П          | ГЗ         | ГП         | РМ         | В %        |
| ------------ | ---------------- | ---------------- | ---------- | ---------- | ---------- | ---------- | ---------- | ---------- | ---------- | ---------- |
| Сочи         | 1 июля 2013      | 30 июня 2014     | 12         | 8          | 3          | 1          | 27         | 9          | +18        | 066,67     |
| Сочи (и. о.) | 20 марта 2015    | 2 апреля 2015    | 2          | 1          | 0          | 1          | 1          | 4          | −3         | 050,00     |
| Черноморец   | 1 августа 2020   | 25 октября 2020  | 10         | 5          | 2          | 3          | 38         | 18         | +20        | 050,00     |
| Факел        | 11 сентября 2022 | 30 апреля 2023   | 22         | 3          | 9          | 10         | 22         | 35         | −13        | 013,64     |
| Чайка        | 15 декабря 2023  | 13 августа 2024  | 23         | 10         | 10         | 3          | 35         | 22         | +13        | 043,48     |
| Факел        | 13 августа 2024  | 30 марта 2025    | 23         | 3          | 7          | 13         | 12         | 34         | −22        | 013,04     |
| Всего        | Всего            | Всего            | 92         | 30         | 34         | 28         | 135        | 122        | +13        | 032,61     |

## Достижения

### Командные

#### В качестве игрока
«Амкар»
- Победитель первого дивизиона России — 2003

«Звезда» (Иркутск)
- Победитель второго дивизиона России, зона «Восток» — 2006
- Обладатель Кубка ПФЛ — 2006

«Жемчужина-Сочи»
- Победитель второго дивизиона России, зона «Юг» — 2009

#### В качестве тренера
«Черноморец»
- Финалист Открытого кубка Крыма — 2020/21